# Undercooled
undercooled est le premier single de l'album Chasm de Ryūichi Sakamoto sorti le 21 janvier 2004 au Japon.

## Commentaire
- Undercooled est l'œuvre de Sakamoto avec le rappeur coréen de MC Sniper qui chante sur la liberté et la paix, et la participation de  Jaques Morelenbaum (violoncelle), Luiz Brasil (guitare), Keigo Oyamada (plus connu sous le pseudonyme de Cornelius, guitare électronique), Cao Xue Jing (erhu) et Sketch Show (Yukihiro Takahashi et Haruomi Hosono, programmation de son).
- En novembre 2004, Sakamoto arrange cette œuvre en trio (piano, violoncelle et rap) pour son album /04, qui s'intitule Undercooled - acoustica.